# Ilario (praefectus urbi)
Ilario (latino: Hilarius; fl. 408) è stato un politico romano dell'Impero romano d'Occidente.

## Biografia
Ilario ricoprì la carica di praefectus urbi di Roma all'inizio del 408; una legge conservatasi nel Codice teodosiano e promulgata il 15 gennaio di quell'anno fu indirizzata proprio a lui.
L'identificazione di questo Ilario con l'omonimo prefetto del pretorio delle Gallie del 396 è solitamente rigettata in quanto la prefettura urbana era una magistratura di rango inferiore a quella del pretorio.